# Пестроклювая кустарниковая кукушка
Пестроклювая кустарниковая кукушка (лат. Rhamphococcyx calyorhynchus) — вид птиц из семейства кукушковых (Cuculidae), единственный в роде Rhamphococcyx. Выделяют три подвида. 

## Описание
Длина тела 53 см. Спина взрослой особи рыже-бордовая, макушка и лицо тёмно-серые, крылья тёмно-пурпурные, хвост чёрный; горло и грудь рыжие, брюхо теёно-серое. Радужная оболочка красная; клюв глубокий, изогнутый, сверху жёлтый, а на кончике чёрный с белым пятном, область под ноздрями и подклювье красные. Молодь похожа на взрослых птиц, но радужная оболочка коричневая, клюв желтый. Подвид R. c. calyorhynchus (номинативный) более тёмный; R. c. meridionalis светлее на макушке и ниже; R. C. rufiloris имеет оперение над уздечками скорее тёмно-рыжее, чем серое.

## Биология
Питается насекомыми. Следует за группами макак и Centropus celebensis, ловя насекомых, которых те вспугивают. Яйца белые. Размер кладки не известен.

## Ареал
Эндемик Индонезии, распространена на острове Сулавеси и близлежащих островах. Обитает на высоте до 1300 м над уровнем моря.